# Guadema
Guadema (izg. vadema).- Pleme Indijanaca porodice Chirianan koji prema Alain Gheerbrantu (a po riječima Indijanaca Maquiritare) predstavljaju najrazvijeniju grupu Yanomama. Gvademe su sredinom 20. stoljeća nastanjeni uz lijevu obalu rijeke Uraricuera u brazilskoj državi Roraima. Poznaju piroge i uzgoj manioke, banana, duhana i drugog. 
Gvaharibi koje je Gheerbrant i posjetio daje podatke da su po izgledu nešto niži od svojih planinskih srodnika te da, što je srodno Gvaharibima, kosu sijeku, poput tonzure, u vijenac.